# Istoria administrației londoneze
Istoria administrației locale în Londra poate fi împărțită în mai multe perioade:
| Din anul | Legea                             | Descrierea sistemului |
| -------- | --------------------------------- | --- |
| 1835     | Municipal Corporations Act 1835   | City of London, mic, antic și autoguvernat, nu era reglementat de legi referitoare la administrație care să se aplice și zonei metropolitane din jur, aflată în permanentă expansiune. Zona care în prezent este Greater London era administrată de parohii și subdiviziuni ale comitatelor din jur: Middlesex, Essex, Kent, Surrey și Hertfordshire, iar coorodnarea acestora era minimă. Zone speciale ca Westminster nu se subordonau administrației comitatului. În alte zone au fost organizate consilii de conducere ad-hoc. Comentatorii consideră că era un sistem haotic.                     |
| 1855     | Metropolis Management Act 1855    | Metropolitan Board of Works (MBW) este creată pentru a asigura infrastructura necesară în zona cunoscută ca Inner London, membrii săi sunt numiți de sacristii (diviziune administrativă și autoritatea corespunzătoare) și de consilii. |
| 1889     | Local Government Act 1888         | County of London este creat pentru a prelua atribuțiile fostului Metropolitan Board of Works. London County Council împarte puterea cu consiliile și cu sacristiile. City of London este în afara ariei sale de competență. Croydon și West Ham (iar mai tâziu East Ham) au devenit administrații în afara County of London, dar totodată au rămas în afara competențelor consiliilor nou formate din comitatele Surrey și Essex. |
| 1894     | Local Government Act 1894         | Restul Angliei, inclusiv regiunea din jurul County of London este împărțită în districte urbane și districte rurale. În regiunea Greater London aceste districte s-au transformat după 70 de ani în „municipal borough” și districte urbane, toate districtele rurale fiind desființate. Multe districte au avut ulterior un număr suficient de locuitori pentru a cere un statut de „county boroughs” dar au fost refuzate. O comisie special înființată pentru a organiza unirea celor două entități: City of London și County of London, nu a reușit să realizeze scopul pentru care a fost creată. |
| 1900     | London Government Act 1899        | În interiorul County of London sunt create diviziuni numite „metropolitan boroughs” ale căror atribuții sunt împărțite cu London County Council. Toate sacristiile, consiliile și „liberties” („liberty” era o formă de organizare specială, localitatea nu avea un control superior) sunt desființate. |
| 1965     | London Government Act 1963        | Greater London, având un teritoriul mai mare, înlocuiește County of London și toate organele de administrare locală pe o rază de 19,31 km (12 mile). Greater London Council împarte puterea cu 32 de „London boroughs” și cu City of London. |
| 1986     | Local Government Act 1985         | Se desființează Greater London Council, iar „London boroughs” lucrează ca autorități unitare cu funcții strategice comune organizate de consilii. A mai rămas totuși o autoritate specială pentru educație în Inner City, dar a fost și aceasta desființată cu prilejul reformei naționale a educației. |
| 2000     | Greater London Authority Act 1999 | Greater London Authority compusă din primar și Adunarea Londrei (London Assembly) primește o funcție strategică și împarte puterea cu „London boroughs” și cu City of London. |

## Gallery

Stema London County Council
Stema Greater London Council
Logo Greater London Authority
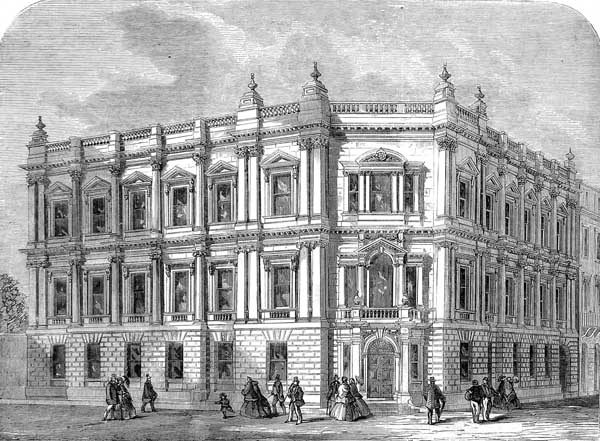
Spring Gardens, sediul Metropolitan Board of Works
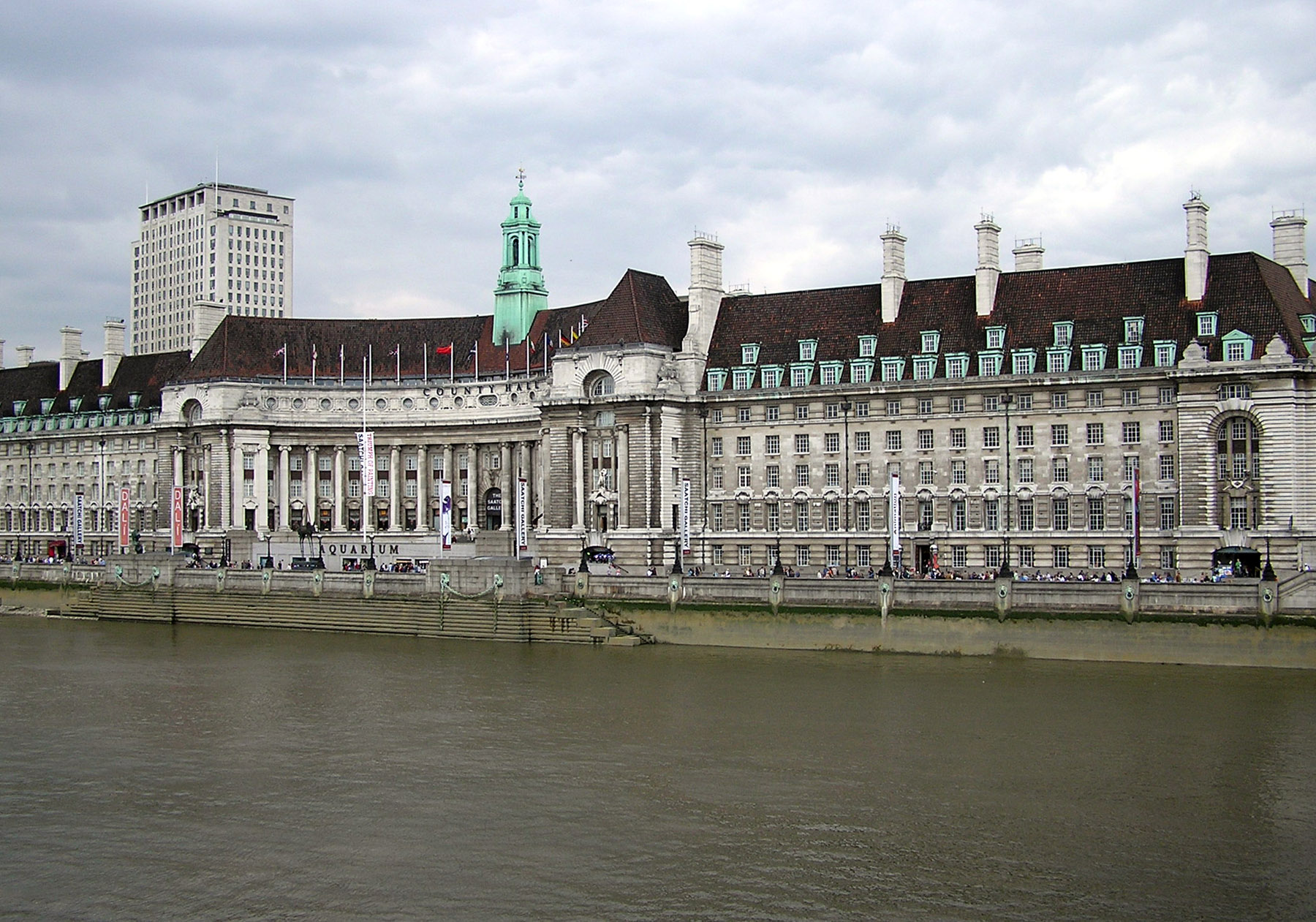
County Hall, fostul sediu al London County Council şi Greater London Council
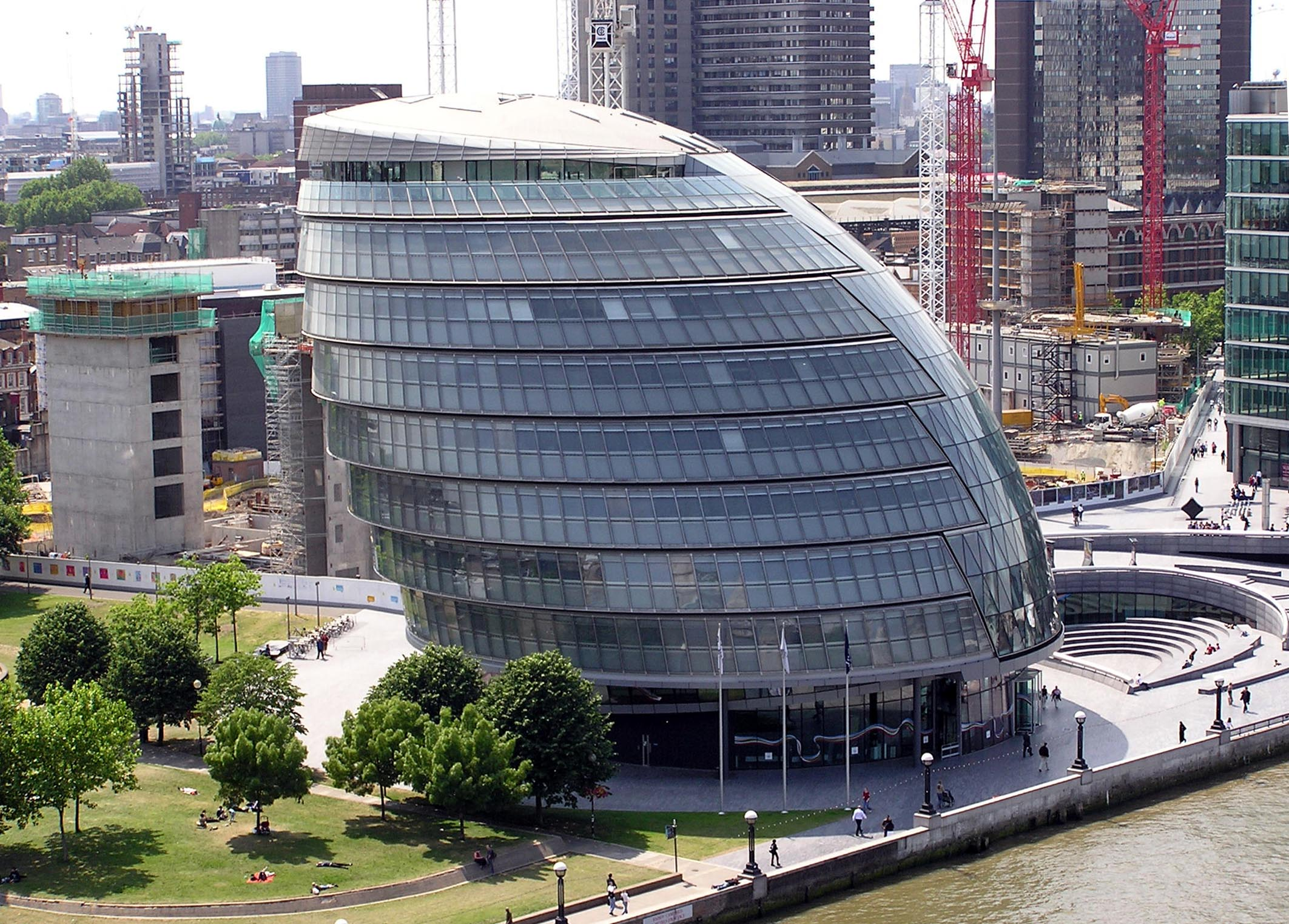
City Hall, sediul actual al Greater London Authority
City of London (roşu) comparat cu Greater London
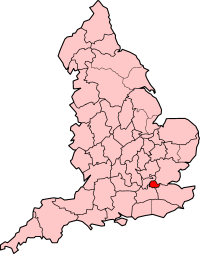
County of London pe harta Angliei(în 1889)
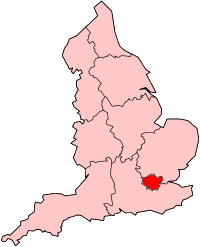
Greater London pe harta Angliei